# 일산대교
일산대교(一山大橋)는 경기도 고양시 일산서구 법곳동 이산포 분기점과 김포시 걸포동 걸포 나들목을 잇는 총길이 1,840m의 한강 다리이며 국가지원지방도 제98호선에 속해있다.
2008년 1월 10일에 한강 다리 중 27번째로 4개월간 임시개통되었다. 이 다리 아래에 갯벌 형태의 습지인 장항습지가 있다.

## 연혁
- 2003년 8월 8일 : 착공
- 2008년 1월 10일 : 임시 개통
- 2008년 4월 3일 : 통행료 징수 개시[1]
- 2010년 7월 1일 : 전 차종 통행료 100원씩 인상[2]
- 2013년 5월 1일 : 1종 ~ 3종 통행료를 100원, 4종 ~ 5종 통행료를 200원 인상[3]
- 2017년 6월 1일 : 2종 ~ 5종 통행료를 100원 인상[4]
- 2021년 10월 27일: 정오를 기해 통행료 폐지[5][6]
- 2021년 11월 18일: 통행료 징수 재개[7][8]
- 2023년 9월 7일 : 전기자동차 및 수소자동차에 대한 통행료를 12월 31일까지 임시로 50% 감면[9]

## 통행료
일산대교의 통행료는 다음과 같다. 2023년 9월 7일 기준이다.
| 구분 | 통행료 |
| ---- | ------ |
| 경차 | 600    |
| 1종  | 1,200  |
| 2종  | 1,800  |
| 3종  | 1,800  |
| 4종  | 2,400  |
| 5종  | 2,400  |

인천광역시 서구 검단신도시에서 걸포 나들목을 잇는 국가지원지방도 제98호선이 개통되지 않아, 김포시내의 접근이 불편하여, 4개월간 무료로 운영하였다.
당초 2008년 4월 24일 도로를 개통하고 요금을 받으려 했으나 공사중이던 일산대교 진입로 공사 현장 (나진 IC ~ 걸포 IC)에 아스팔트 공급이 안 되어 개통을 또 연기, 2008년 5월 16일에야 정식개통, 통행료를 받기 시작했다.

## 자동차 전용도로 여부
일산대교 남단에 유료도로 요금 징수 톨게이트가 설치되어 있고, 하이패스 전용차로가 운영되고 있어 자동차 전용도로로 오해하는 경우가 있다. 그러나 일산대교 구간은 자동차 전용도로로 지정되어 있지 않으며, 보도가 설치되어 있어 자전거의 통행도 가능하다. 관리업체인 일산대교주식회사는 자사 홈페이지의 FAQ '오토바이 통행이 가능한지?' 항목에서 일산대교는 자동차 전용도로가 아니므로 긴급자동차로 지정되지 않은 모터사이클의 통행을 제한할 근거는 없다고 밝혔다.